# Ormuz (ville)
Ormuz était une ville-état à l'entrée du golfe Persique sur l'île d'Ormuz.
L'ancienne Ormuz fut une des villes les plus florissantes de l'Asie ; les Arabes en attribuent la fondation à Athar ou Authar, héros dont il est fait mention dans les contes arabes. Quelques auteurs la regardent comme l'Ogyris des anciens ; elle dut sa splendeur à sa belle situation, qui la rendit l'entrepôt du commerce de la Perse avec les Indes, et qui y attirait des négociants de presque toutes les contrées de la terre.
Guillaume-Thomas Raynal relate :
« 
Au débouché du détroit de Mollandur qui conduit dans ce bras de mer est située l'isle de Gerun. C'est sur ce rocher stérile qu'un conquérant Arabe bâtit dans le onziéme siecle la ville d'Ormuz devenue avec le temps la capitale d'un royaume qui d'un côté s'étendoit assez avant dans l'Arabie & de l'autre dans la Perse. Ormuz avoit deux bons ports : il étoit grand, peuplé, fortifié. Il ne devoit ses richesses & sa puisance qu'à sa situation : il servoit d'entrepôt au commerce de la Perse avec les Indes ; & avant les découvertes des Portugais le commerce de Perse étoit plus grand qu'il ne l'a été depuis parce que les Persans faisoient passer les marchandises de l'Inde en Europe par les ports de Sirie ou par Caffa. Dans les saisons qui permettoient l'arrivée des marchands étrangers, Ormuz étoit la ville la plus brillante & la plus agréable de l'Orient. On y voyoit des hommes de presque toutes les parties de la terre faire un échange de leurs denrées, & traiter leurs affaires avec une politesse & des égards peu connus dans les autres places de commerce.
 »
Telle était Ormuz, quand les Portugais vinrent, sous Albuquerque, avec des forces considérables et s'en emparèrent en 1514 ; elle déchut beaucoup sous ces conquérants, qui la conservèrent jusqu'en 1662, époque à laquelle Chah-Abbas, roi de Perse, aidé d'une division anglaise la leur enleva; mais il n'en restait plus que des ruines, et ce prince, ayant fait transporter les habitants à Gomroun, ne laissa qu'une faible garnison dans le fort. Le fort des Portugais était un rectangle environné par la mer les murs sont très épais, percés d'embrasures et garnis d'artillerie de gros calibre; une redoute carrée domine tout le fort et en indique le centre.
Vers le milieu du XVIIIe siècle, l’imam de Mascate prit possession de ce fort, qu'il fit réparer, et y mit une garnison de 200 hommes ; c'est depuis cette époque que la nouvelle Ormuz s'est relevée ; l'iman paye un tribut à la Perse pour cette acquisition. 